# Thelypodium
Thelypodium là chi thực vật có hoa trong họ Cải.